# Symbole de Legendre
En théorie des nombres, le symbole de Legendre est une fonction de deux variables entières à valeurs dans {–1, 0, 1}, qui caractérise les résidus quadratiques. Il a été introduit par Adrien-Marie Legendre, au cours de ses efforts pour démontrer la loi de réciprocité quadratique.

## Définition
Si p est un nombre premier et a un entier, alors le symbole de Legendre {\displaystyle \left({\frac {a}{p}}\right)} vaut :
- 0 si a est divisible par p ;
- 1 si a est un résidu quadratique modulo p (ce qui signifie qu'il existe un entier k tel que a ≡ k2 mod p) mais n'est pas divisible par p ;
- −1 si a n'est pas un résidu quadratique modulo p.

Il ne dépend donc que de la classe de a modulo p.
Le cas particulier p = 2 est inclus dans cette définition mais sans intérêt : {\displaystyle \left({\frac {a}{2}}\right)} vaut 0 si a est pair et 1 sinon.

## Propriétés du symbole de Legendre

### Critère d'Euler
Si p est un nombre premier différent de 2 alors, pour tout entier a :

### Multiplicativité
L'application {\displaystyle a\mapsto \left({\frac {a}{p}}\right)} est complètement multiplicative (c'est une conséquence immédiate du critère d'Euler).

### Lemme de Gauss
Soient p un nombre premier impair et a un entier non divisible par p. Alors
{\displaystyle \left({\frac {a}{p}}\right)=(-1)^{n}},
où n est défini de la façon suivante :

considérons les entiers a, 2a, 3a,..., p – 1/2a et leurs plus petits résidus positifs modulo p, alors n est le nombre de ces résidus qui excèdent p/2.

### Loi de réciprocité quadratique
- Si q est un autre nombre premier impair alors {\displaystyle \left({\frac {q}{p}}\right)=\left({\frac {p}{q}}\right)(-1)^{\frac {(p-1)(q-1)}{4}}.}
- {\displaystyle \left({\frac {-1}{p}}\right)=(-1)^{\frac {p-1}{2}}\equiv p\mod 4.}
- {\displaystyle \left({\frac {2}{p}}\right)=(-1)^{\tfrac {p^{2}-1}{8}}={\begin{cases}~~1{\text{ si }}p\equiv \pm 1\mod 8\\-1{\text{ si }}p\equiv \pm 3\mod 8.\end{cases}}}

## Généralisation du symbole de Legendre
Le symbole de Jacobi est une généralisation du symbole de Legendre. Avec le symbole de Legendre {\displaystyle \left({\frac {a}{b}}\right)}, l'entier {\displaystyle b} est nécessairement premier ; en revanche, le symbole de Jacobi permet de considérer le cas où {\displaystyle b} est un nombre composé.

## Analyse harmonique sur (ℤ/pℤ)*
La multiplicativité complète du symbole de Legendre (voir supra) montre qu'il définit, pour p fixé, un morphisme de (ℤ/pℤ)* dans {–1, 1} ; c'est donc un caractère de Dirichlet. Cette remarque rend possible l'utilisation des outils de l'analyse harmonique sur un groupe fini. Ces outils sont à la source de nombreuses démonstrations en arithmétique. On peut citer par exemple le calcul des sommes ou des périodes de Gauss, utilisées dans l'une des démonstrations de la loi de réciprocité quadratique.